# God Smack
God Smack – utwór amerykańskiego zespołu muzycznego Alice in Chains, wydany 29 września 1992 na drugim albumie studyjnym Dirt. Został zamieszczony na dziewiątej pozycji w amerykańskiej edycji płyty. Czas trwania wynosi 3 minuty i 52 sekundy, co sprawia, że należy do najkrótszych kompozycji wchodzących w skład albumu. Autorem tekstu jest Layne Staley, muzykę skomponował Jerry Cantrell.

## Historia nagrywania
Proces edycji utworu odbył się 1 czerwca 1992 w One on One Studios w Los Angeles. Partię solówki gitarowej Jerry Cantrell zarejestrował 24 czerwca, w tym samym dniu, w którym nagrywano wokale do „Angry Chair” i partie wokalu wspierającego w „Rooster”. Inżynier dźwięku Bryan Carlstrom podkreślił, że Layne Staley wykazał się dużą innowacyjnością w wykorzystaniu swojego głosu jako instrumentu. „On śpiewa w jednym z wersów «God Smack», który dosłownie brzmi jak efekt tremolo lub Leslie speaker”. Carlstrom przyznał, że nie wie jaką techniką Staley uzyskał taki efekt, ponieważ muzyk wszystkie swoje partie rejestrował w specjalnie zbudowanej z prowizorycznych ścian budce.

## Analiza

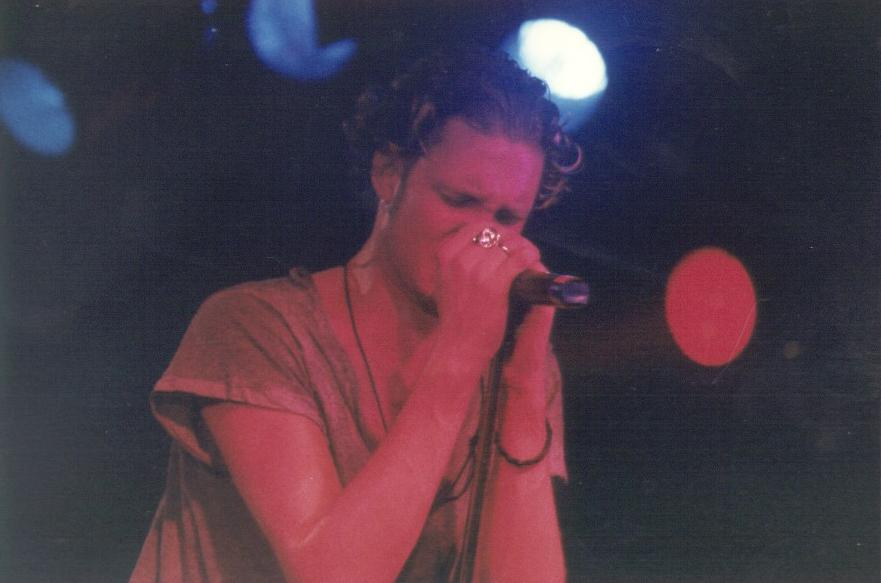
Layne Staley w tekście do „God Smack” odniósł się do swojego uzależnienia od heroiny

Layne Staley w rozmowie dla programu Headbangers Ball – emitowanego w stacji MTV – z 1992, odniósł się do interpretacji słów: „«God Smack» jest wyrazem złości, frustracji, starając się pomóc komuś, kto jest naprawdę nawleczony na piosenki o heroinie, i jest prawdziwie zezłoszczony, sfrustrowany i zdenerwowany tym”. Gitarzysta Jerry Cantrell w książeczce dołączonej do retrospekcyjnego box setu Music Bank z 1999 przyznał, że „był to szczytowy okres dla heroiny. To jest najbardziej otwarta i szczera piosenka obok «Junkhead» traktująca o uzależnieniu. To były magiczne czasy, wręcz nieuniknione”. Muzyk zaznaczył, że liryka „God Smack” stanowi wstęp, którego treść rozwijana jest w „Hate to Feel” i „Angry Chair”, gdzie następuje uświadomienie sobie, że nie jest to właściwa droga. W wywiadzie dla brytyjskiego miesięcznika „Metal Hammer” z 1993, odnosząc się do „Junkhead”, „Dirt”, „God Smack”, „Hate to Feel” i „Angry Chair”, przyznał: „Wydaje mi się, że tworzą całość, opowiedzianą z punktu widzenia człowieka, który miał problemy z narkotykami i zbyt rozrywkowym życiem”. Ned Raggett z AllMusic napisał w swojej ocenie: „Gdyby «Junkhead» był drugim anty-hymnem do radości z nadużywania heroiny, to «God Smack» jest ledwo kontrolowaną eksplozją pochwał, trzy minuty energii przewodowej, która brzmiała jak żywa forma, lecz całkowicie się rozdarła”. Autor zwrócił uwagę na różnorodny styl wokaliz Staleya w poszczególnych momentach trwania utworu. „Jest jednym z jego najlepszych momentów, co udowadnia, że miał bardzo specyficzny słuch i był świadom tego kiedy i o czym śpiewał”.
Według Jeffa Gilberta z „Guitar World”, „God Smack” wraz z „Sickman” stanowi rodzaj eksperymentu, w którym główną i charakterystyczną cechą jest wielokrotnie zmieniane tempo i różnorodny strój gitar. Ned Raggett zwrócił uwagę na grę Cantrella, którego riffy w zwrotkach określił jako „tępe i dyszące”, porównując je do pracy silnika samochodowego. Refreny charakteryzują się „chaotyczną” partią gitar z wykorzystaniem efektu wah-wah, nawiązując tym samym do stylu acid rock. Partie wokalne Staleya cechują się różnorodną tonacją w poszczególnych momentach trwania utworu.

## Wydanie

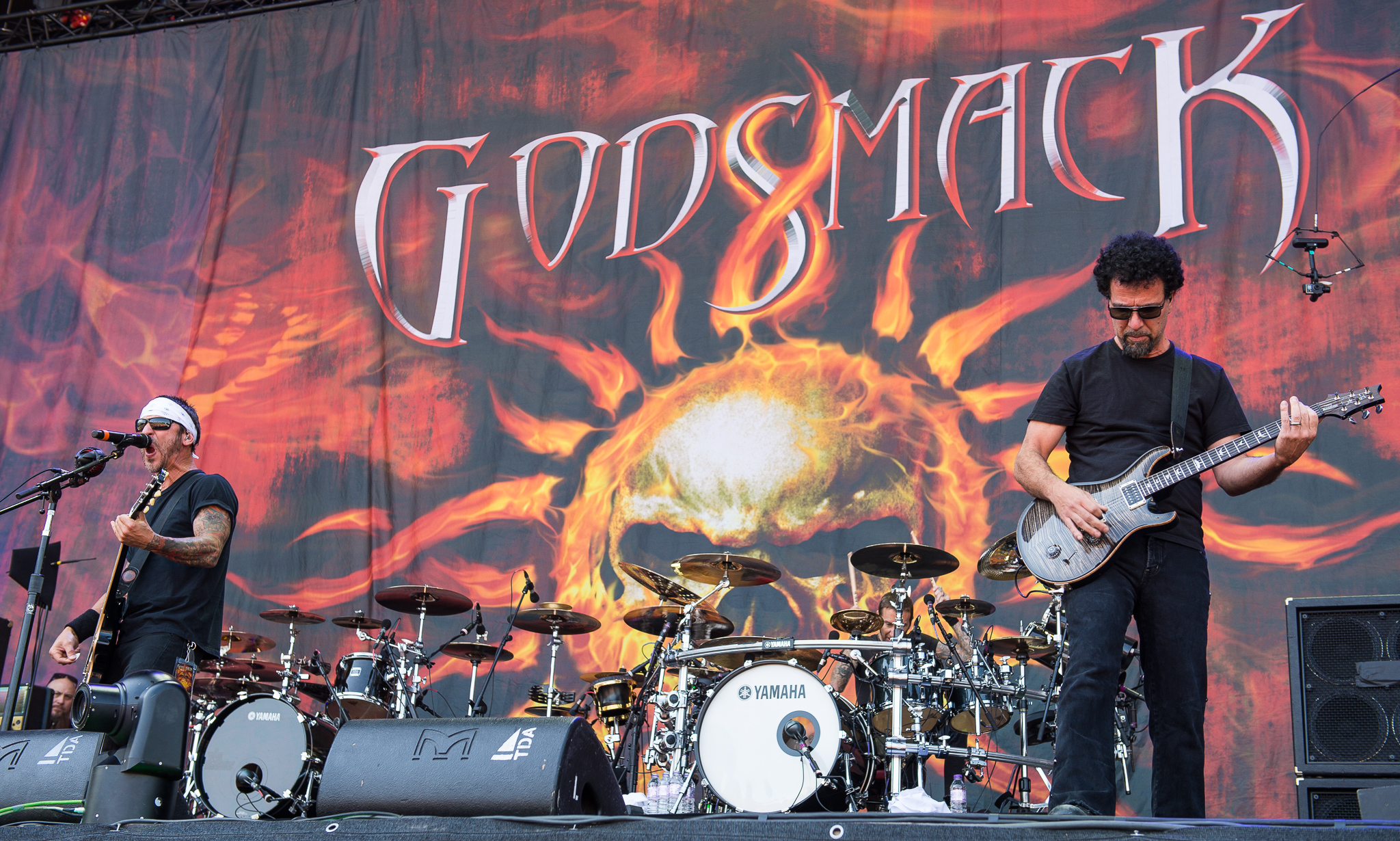
Wbrew powszechnym opiniom, „God Smack” nie był inspiracją dla nazwy zespołu Godsmack

„God Smack” został opublikowany 29 września 1992 na drugim albumie studyjnym Dirt, wydanym nakładem wytwórni Columbia. W amerykańskiej wersji płyty, został zamieszczony na dziewiątej pozycji. W australijskim, europejskim i kanadyjskim wydaniu, znajduje się na ósmej lokacie, z powodu przesunięcia „Down in a Hole” z czwartej na dwunastą pozycję. W japońskiej edycji Dirt, kompozycja również znajduje się na ósmej lokacie.
„God Smack” w późniejszym czasie wszedł w skład zestawu utworów zawartych na kompilacjach Music Bank (1999) i The Essential Alice in Chains (2006).

### Godsmack
Nazwa utworu stała się przedmiotem dyskusji dla wielu krytyków, którzy błędnie uważali, że była ona główną inspiracją dla nazwy zespołu Godsmack. W wywiadzie dla tygodnika „Billboard” z marca 1999, wokalista grupy Sully Erna wskazał źródło pochodzenia nazwy: „Wzięła się ona od opryszczki na ustach, której dostał mój kolega. Drwiłem sobie z niego. Na następny dzień opryszczka pojawiła się u mnie. Stwierdziliśmy, że jest to taki «pocałunek Boga». Nazwę zatrzymaliśmy. Jednocześnie zdawaliśmy sobie sprawę, że Alice in Chains mają piosenkę o takim tytule”. Basista Robbie Merrill w jednej z wypowiedzi zamieszczonej na koncertowym DVD Smack This! z kwietnia 2002, wskazał Alice in Chains jako główną inspirację dla nazwy zespołu.

## Odbiór

### Krytyczny
Don Kyle z „Kerrang!” warstwę liryczną kompozycji opisał jako „ciemną grę słów”, przywołując wers: „What in God’s name have you done?”. James McNair na łamach brytyjskiego magazynu „Q” przyznał, że „heroina jest wszechobecna na albumie”. Jako przykład podał kończący wers z utworu „God Smack”: „And God’s name is smack for some”, który według niego „śpiewany jest drżącym, demonicznym tonem”. Michael Christopher z PopMatters, kompozycje opisał jako „skraj szaleństwa na schizofrenię”. Holly George-Warren z dwutygodnika „Rolling Stone” napisała: „Utwory «Junkhead», «Dirt», «God Smack», «Hate to Feel» i «Angry Chair», w otwarty sposób ukazują rodzaj autodestrukcji i zmęczenia psychicznego”. Dziennikarz Greg Kot książce Rolling Stone Album Guide (2004) zaznaczył, że w tekście „God Smack” Staley „destyluje swoją autodestrukcyjną postawę z chłodną beztroską”.

## Utwór na koncertach
„God Smack” po raz pierwszy został wykonany 27 sierpnia 1992 podczas koncertu w The Evergreen State College na terenie miasta Olympia, w ramach przedpremierowej mini trasy Shitty Cities Tour, poprzedzającej tournée Down in Your Hole Tour. Referencje dotyczące narkotyków i heroiny miały bezpośredni wpływ na koncerty zespołu. Podczas występu w Coca-Cola Starplex Amphitheatre 5 października 1992, Staley występujący na wózku inwalidzkim, w trakcie wykonywania „God Smack” wielokrotnie „dźgał” swoją dłoń mikrofonem, symulując tym samym zażywanie narkotyków przy użyciu igły. Utwór regularnie prezentowany był w ramach trasy Down in You Hole Tour w 1992 i 1993. Ostatni raz ze Staleyem w składzie został wykonany 4 października 1993 w Hordern Pavillion na terenie Sydney w Australii. Od momentu reaktywacji zespołu w 2005, rzadko grany jest na występach.

## Personel
Opracowano na podstawie materiału źródłowego:
|  | Alice in Chains - Layne Staley – śpiew - Jerry Cantrell – gitara rytmiczna, gitara prowadząca, wokal wspierający - Mike Starr – gitara basowa - Sean Kinney – perkusja | Produkcja - Producent muzyczny: Dave Jerden - Inżynier dźwięku: Bryan Carlstrom - Miksowanie: Dave Jerden w Eldorado Recording Studios, Los Angeles, asystent: Annette Cisneros - Mastering: Steve Hall i Eddy Schreyer w Future Disc, Hollywood |